# Adetus bacillarius
Adetus bacillarius är en skalbaggsart som beskrevs av Bates 1885. Adetus bacillarius ingår i släktet Adetus och familjen långhorningar.
Artens utbredningsområde är:
- Guatemala.
- Honduras.
- Nicaragua.
- Panama.
- Venezuela.

Inga underarter finns listade i Catalogue of Life.